# Trovadorismo

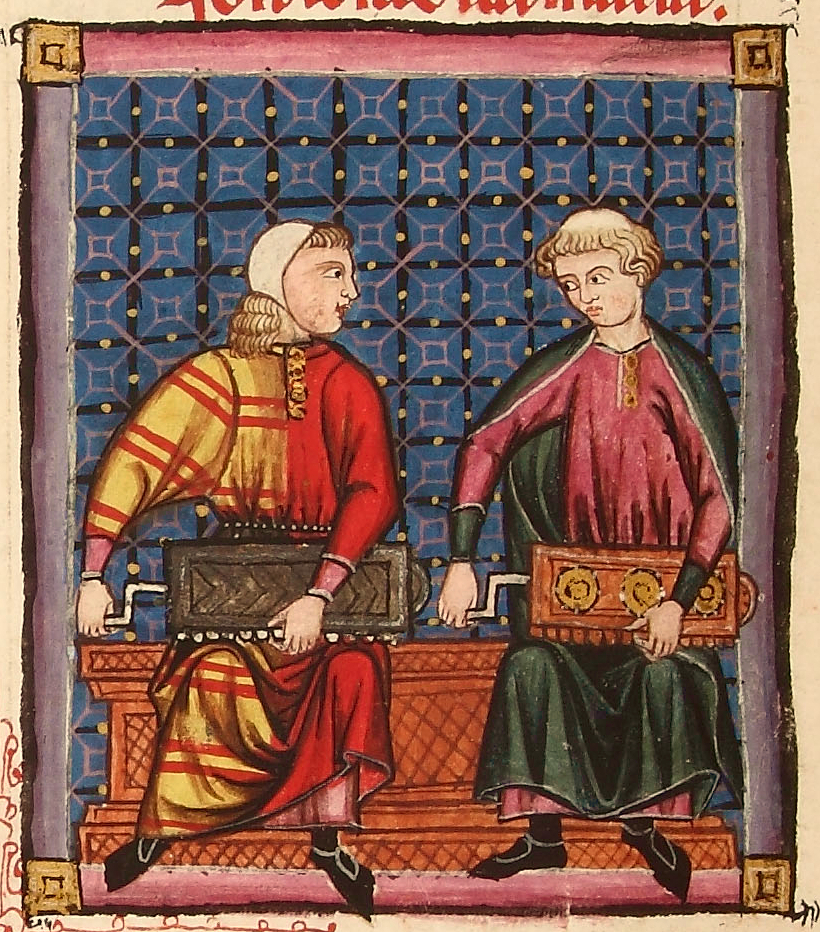
Symphonia da Cantiga 160, Cantigas de Santa Maria de Afonso X, o Sábio - Códice do Escorial. (1221-1284).

O trovadorismo galego-português foi um movimento literário e poético medieval, cujo apogeu, de cerca de 150 anos, vai, genericamente, de finais do século XII a meados do século XIV. É considerado o primeiro estilo de literatura em língua portuguesa, pois dele surgiram as primeiras manifestações literárias.
As cantigas são os principais registos da época, tradicionalmente divididas em cantigas de amor, de amigo, de escárnio e de maldizer. Este género textual é contemporâneo da chamada Reconquista Cristã, da qual existem numerosas marcas, e foi comum nos reinos da Galiza, de Portugal, de Castela e de Leão (estes dois últimos uniram-se em 1230), áreas que na época tinham uma geografia muito volátil, fruto das lutas entre si.
Este movimento literário, apesar de ser bastante característico de Portugal, tem origens na Occitânia, no Sul de França, de onde se espalhou pela Europa.

## As origens do Trovadorismo

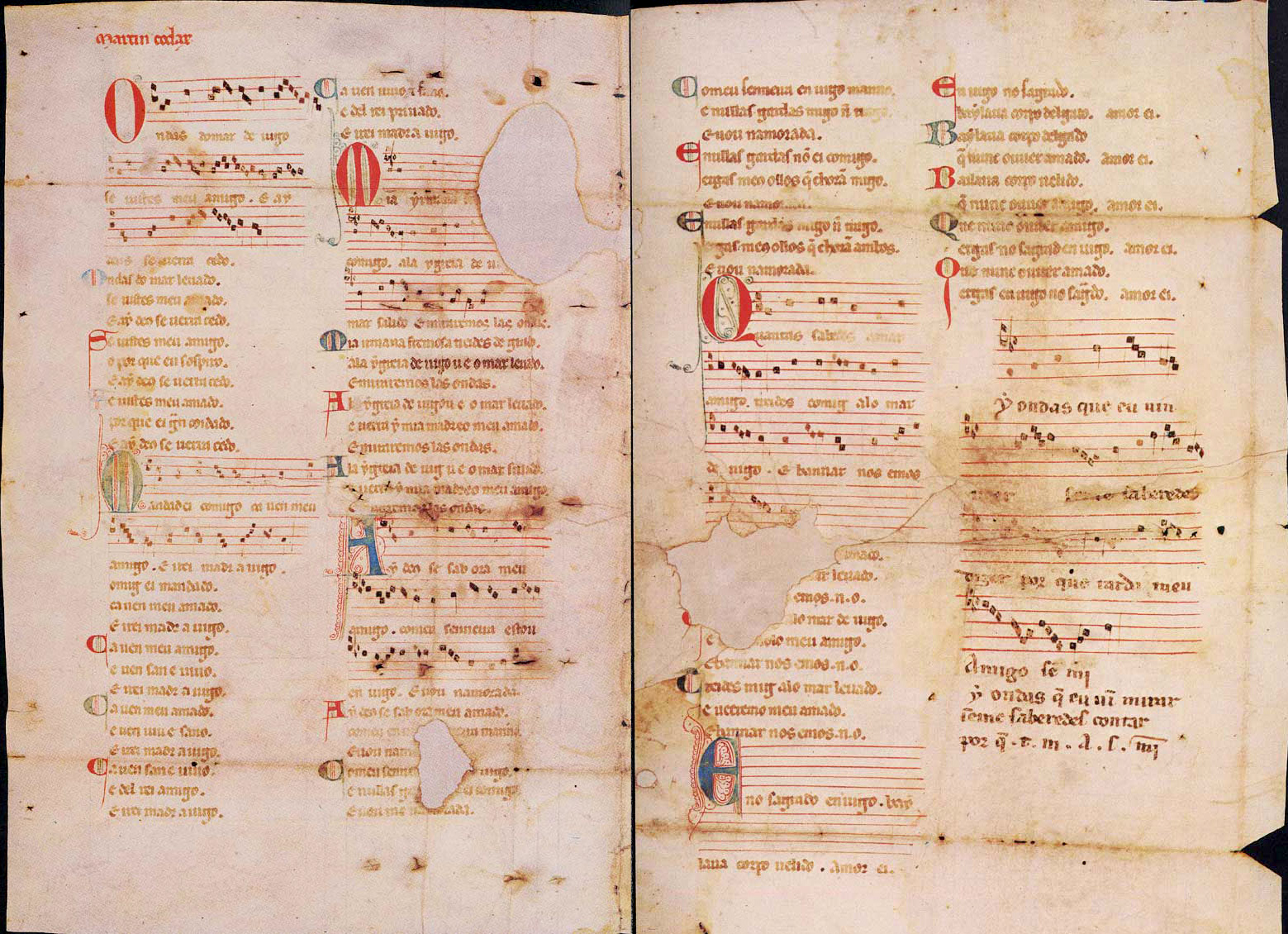
Os textos dos trovadores medievais foram preservados em pergaminhos, como por exemplo o Pergaminho Vindel

São admitidas quatro teses fundamentais para explicar a origem do trovadorismo: a tese arábica, que considera a cultura arábica como sua velha raiz; a tese folclórica, que a julga criada pelo próprio povo; a tese médio-latinista, segundo a qual essa poesia teria origem na literatura latina produzida durante a Idade Média; e, por fim, a tese litúrgica, que a considera fruto da poesia litúrgico-cristã elaborada na mesma época. Todavia, nenhuma das teses citadas é suficiente em si mesma, deixando-nos na posição de aceitá-las conjuntamente, a fim de melhor abarcar os aspectos constantes desta poesia.
A mais antiga manifestação literária galaico-portuguesa que se pode datar é a cantiga "Ora faz host'o senhor de Navarra", do trovador português João Soares de Paiva ou João Soares de Pávia, composta provavelmente por volta do ano 1200. Por essa cantiga ser a mais antiga datável (por conter dados históricos precisos), convém datar daí o início da Lírica medieval galego-portuguesa (e não, como se supunha, a partir da "Cantiga de Guarvaia", composta por Paio Soares de Taveirós, cuja data de composição é impossível de apurar com exactidão, mas que, tendo em conta os dados biográficos do seu autor, é certamente bastante posterior). Este texto também é chamado de "Cantiga da Ribeirinha" por ter sido dedicada à Dona Maria Paes Ribeiro, a ribeirinha. De 1200, a Lírica galego-portuguesa se estende até meados do século XIV, sendo usual referir como termo o ano de 1350, data do testamento do Conde D. Pedro Afonso de Barcelos, filho primogénito bastardo de D. Dinis, ele próprio trovador e provável compilador das cantigas (no testamento, D. Pedro lega um "Livro das Cantigas" a seu sobrinho, D. Afonso XI de Castela).
Trovadores eram aqueles que compunham as poesias e as melodias que as acompanhavam, e cantigas são as poesias cantadas. A designação "trovador" aplicava-se aos autores de origem nobre, sendo que os autores de origem vilã tinham o nome de jogral, termo que designava igualmente o seu estatuto de profissional (em contraste com o trovador). Ainda que seja coerente a afirmação de que quem tocava e cantava as poesias eram os jograis, é muito possível que a maioria dos trovadores interpretasse igualmente as suas próprias composições.
A mentalidade da época baseada no Teocentrismo serviu como base para a estrutura da cantiga de amigo, em que o amor espiritual e inatingível é retractado. As cantigas, primeiramente destinadas ao canto, foram depois manuscritas em cadernos de apontamentos, que mais tarde foram postas em colectâneas de canções chamadas Cancioneiros (livros que reuniam grande número de trovas). São conhecidos três Cancioneiros galego-portugueses: o "Cancioneiro da Ajuda", o "Cancioneiro da Biblioteca Nacional de Lisboa" (Colocci-Brancutti) e o "Cancioneiro da Vaticana". Além disso, há um quarto livro de cantigas dedicadas à Virgem Maria pelo rei Afonso X de Leão e Castela, O Sábio. Surgiram também os textos em prosa de cronistas como Rui de Pina, Fernão Lopes e Gomes Eanes de Zurara e as novelas de cavalaria, como a demanda do Santo Graal.

## Classificação das cantigas
Com base na maioria das cantigas reunidas nos cancioneiros, podemos classificá-las da seguinte forma:

### A cantiga de amor
O cavalheiro  dirige-se à mulher amada como uma figura idealizada, distante. O poeta, na posição de fiel vassalo, põe-se a serviço de sua senhora, dama da corte, tornando esse amor em um sonho, distante, impossível. Mas nunca consegue conquistá-la, porque eles pertencem a diferentes níveis sociais.
Neste tipo de cantiga, originária de Provença, no sul de França, o eu-lírico é masculino e sofredor. Sua amada é chamada de senhor (as palavras terminadas em or como senhor ou pastor, em galego-português não tinham feminino). Canta as qualidades de seu amor, a "minha senhor", a quem ele trata como superior revelando sua condição hierárquica. Ele canta a dor de amar e está sempre acometido da "coita", palavra frequente nas cantigas de amor que significa "sofrimento por amor". É à sua amada que se submete e "presta serviço", por isso espera benefício (referido como o bem nas trovas).
Essa relação amorosa vertical é chamada "vassalagem amorosa", pois reproduz as relações dos vassalos com os seus senhores feudais. Sua estrutura é mais sofisticada.
São tipos de Cantiga de Amor:
- Cantiga de Meestria: é o tipo mais difícil de cantiga de amor. Não apresenta refrão, nem estribilho, nem repetições (diz respeito à forma.)
- Cantiga de Tense ou Tensão: diálogo entre cavaleiros em tom de desafio. Gira em torno da mesma mulher.
- Cantiga de Pastorela: trata do amor entre pastores (plebeus) ou por uma pastora (plebeia).
- Cantiga de Plang: cantiga de amor repleta de lamentos.

Características gerais:
- Eu-lírico masculino
- Assunto principal: o sofrimento amoroso do eu-lírico perante uma mulher casada, descrita como ideal, superior, divina e distante, como se ela estivesse num pedestal. Para isso, o sujeito presta "vassalagem amorosa", reforçada pelo pronome de tratamento "minha (ou mia) senhor"[2]
- Amor impossível: o sujeito poético sabe que a dama da corte nunca iria apaixonar-se de facto por ele, pois ela é casada e nobre, e ele um simples trovador
- Ambiente aristocrático das cortes.
- Forte influência provençal.

### A cantiga de amigo
São cantigas de origem popular, com marcas evidentes da literatura oral (reiterações, paralelismo, refrão, estribilho), recursos esses próprios dos textos para serem cantados e que propiciam facilidade na memorização. Esses recursos são utilizados, ainda hoje, nas canções populares.
Este tipo de cantiga, que não surgiu em Provença como as outras, teve as suas origens na Península Ibérica. Nela, o eu-lírico é uma mulher (mas o autor era masculino, devido à sociedade feudal e o restrito acesso ao conhecimento da época), que canta seu amor pelo amigo (isto é, namorado), muitas vezes em ambiente natural, e muitas vezes também em diálogo com sua mãe ou suas amigas. A figura feminina que as cantigas de amigo desenham é, pois, a da jovem que se inicia no universo do amor, por vezes lamentando a ausência do amado, por vezes cantando a sua alegria pelo próximo encontro. Outra diferença da cantiga de amor, é que nela não há a relação Suserano x Vassalo, ela é uma mulher do povo. Muitas vezes tal cantiga também revelava a tristeza da mulher, pela ida de seu amado à guerra.
São características principais das Cantigas de Amigo:
- Eu lírico feminino.
- Presença de paralelismos.
- Predomínio da musicalidade.
- Assunto Principal: saudade
- Amor natural, espontâneo e possível.
- Ambientação popular rural ou urbana.
- Influência da tradição oral ibérica.
- Deus é o elemento mais importante do poema.
- Pouca subjetividade.

### A cantiga de escárnio
Em cantiga de escárnio, o eu-lírico faz uma sátira a alguma pessoa. Essa sátira era indireta, cheia de duplos sentidos. As cantigas de escárnio definem-se, pois, como sendo aquelas feitas pelos trovadores para dizer mal de alguém, por meio de ambiguidades, trocadilhos e jogos semânticos, em um processo que os trovadores chamavam "equívoco". O cômico que caracteriza essas cantigas é predominantemente verbal, dependente, portanto, do emprego de recursos retóricos. A cantiga de escárnio exigindo unicamente a alusão indireta e velada, para que o destinatário não seja reconhecido, estimula a imaginação do poeta e sugere-lhe uma expressão irônica, embora, por vezes, bastante mordaz.
Características:
- Crítica indireta; normalmente a pessoa satirizada não é identificada.
- Linguagem trabalhada, cheia de sutilezas, trocadilho e ambiguidades.
- Ironia.

### A cantiga de maldizer
Ao contrário da cantiga de escárnio, a cantiga de maldizer traz uma sátira direta e sem duplos sentidos. É comum a agressão verbal à pessoa satirizada, e muitas vezes, são utilizados até palavras de baixo calão (palavrões). O nome da pessoa satirizada pode ou não ser revelado.
Exemplo de cantigas
Este texto é enquadrado como cantiga de escárnio já que a sátira é indireta e não se cita o nome da pessoa especifica. Mas, se o nome fosse citado ela seria uma Cantiga de Maldizer, pois contém todas as características diretas como sátira da "Dona". Existe a suposição que Joan Garcia escreveu a cantiga anterior uma senhora que reclamava por ele não ter escrito nada em homenagem a ela. Joan Garcia de tanto ouvi-lá dizer, teria produzido a cantiga.
Características principais:
- Crítica direta; geralmente a pessoa satirizada é identificada
- Linguagem agressiva, direta, por vezes obscena
- Zombaria
- Linguagem Culta

## Trovadores
- Ricardo Coração de Leão
- Afonso Sanches
- Aires Corpancho
- Aires Nunes
- Bernardo Bonaval
- Dom Dinis I de Portugal
- D. Pedro, Conde de Barcelos
- João Garcia de Guilhade
- João Soares de Paiva ou João Soares de Pávia
- João Zorro
- Paio Gomes Charinho
- Paio Soares de Taveirós (Cantiga da Garvaia)
- Meendinho
- Martim Codax
- Nuno Fernandes Torneol
- Guilherme IX da Aquitânia
- Pedro III de Aragão
- Fernão Rodrigues de Calheiros